# Colegio de Artes de California
El Colegio de Artes de California (en inglés: California College of the Arts) (CCA) es una escuela de arte, diseño, arquitectura y escritura con dos campus en California, uno en San Francisco y otro en Oakland. Fundada en 1907, inscribe aproximadamente a 1.225 estudiantes universitarios y 400 estudiantes de posgrado.

## Historia

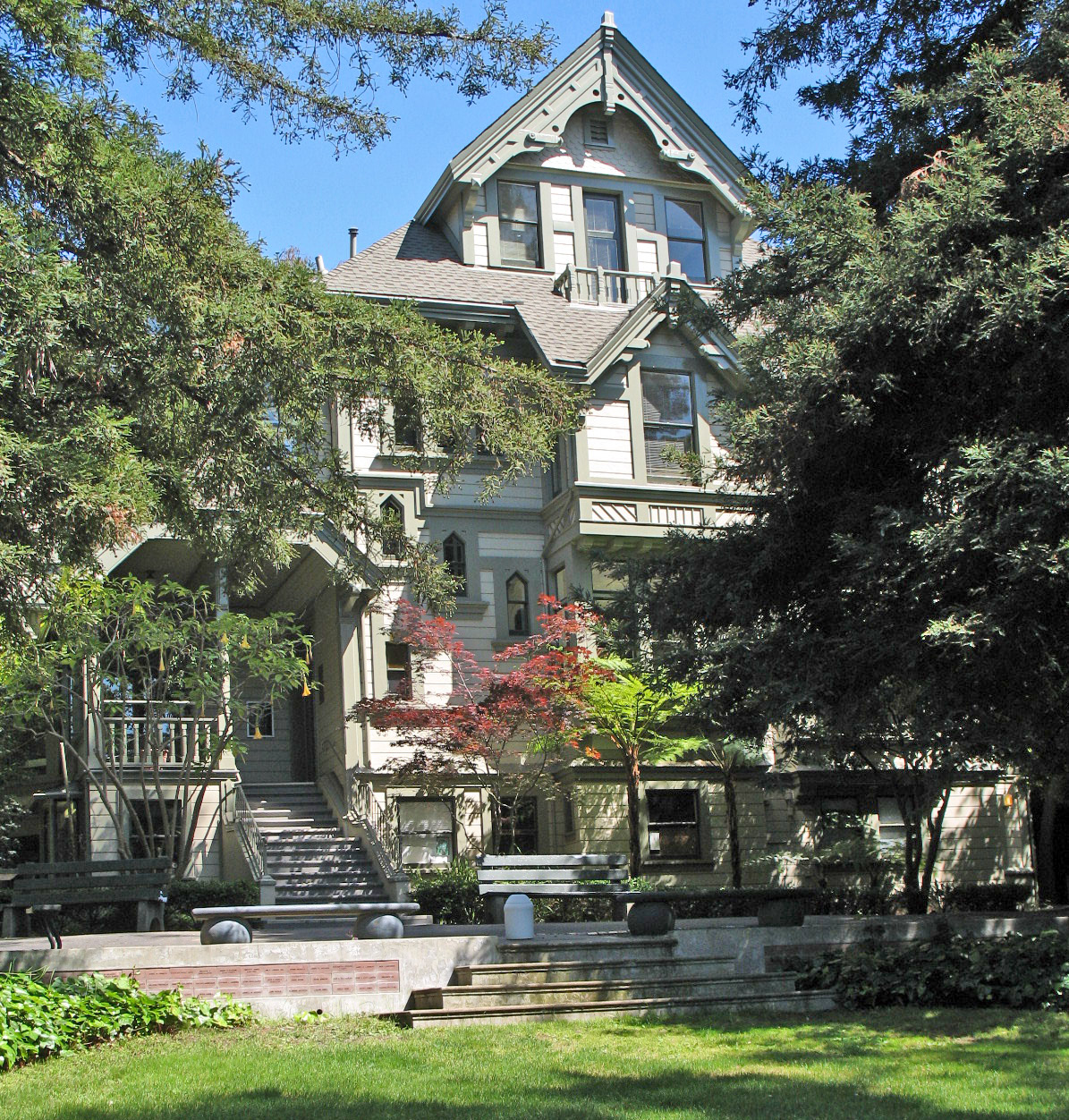
Mansión Treadwell (Oakland, CA)

CCA fue fundada en 1907 por Frederick Meyer en Berkeley como la Escuela del Gremio de Artes y Oficios de California durante el apogeo del movimiento Arts and Crafts. El movimiento Arts and Crafts se originó en Europa a finales del siglo XIX como respuesta a la estética industrial de la era de las máquinas. Los seguidores del movimiento abogaron por un enfoque integrado del arte, el diseño y la artesanía. Hoy en día, la "escuela de arte práctico" de Frederick Meyer es una institución respetada y conocida internacionalmente, que atrae a estudiantes de todo el mundo.
En 1908, la escuela pasó a llamarse Escuela de Artes y Oficios de California, y en 1936 se convirtió en el Colegio de Artes y Oficios de California (CCAC).
La ubicación del campus de la universidad en Oakland se adquirió en 1922, cuando Meyer compró la propiedad de cuatro acres de James Treadwell en Broadway y College Avenue. Dos de sus edificios están en el Registro Nacional de Lugares Históricos. El campus de Oakland todavía alberga los estudios artesanales más tradicionales, como los programas de arte en vidrio, joyería y metal, grabado, pintura, escultura y cerámica.
En 1940 se estableció un programa de Maestría en Bellas Artes.
En 2003, la universidad cambió su nombre a Colegio de Artes de California.

## Programas académicos

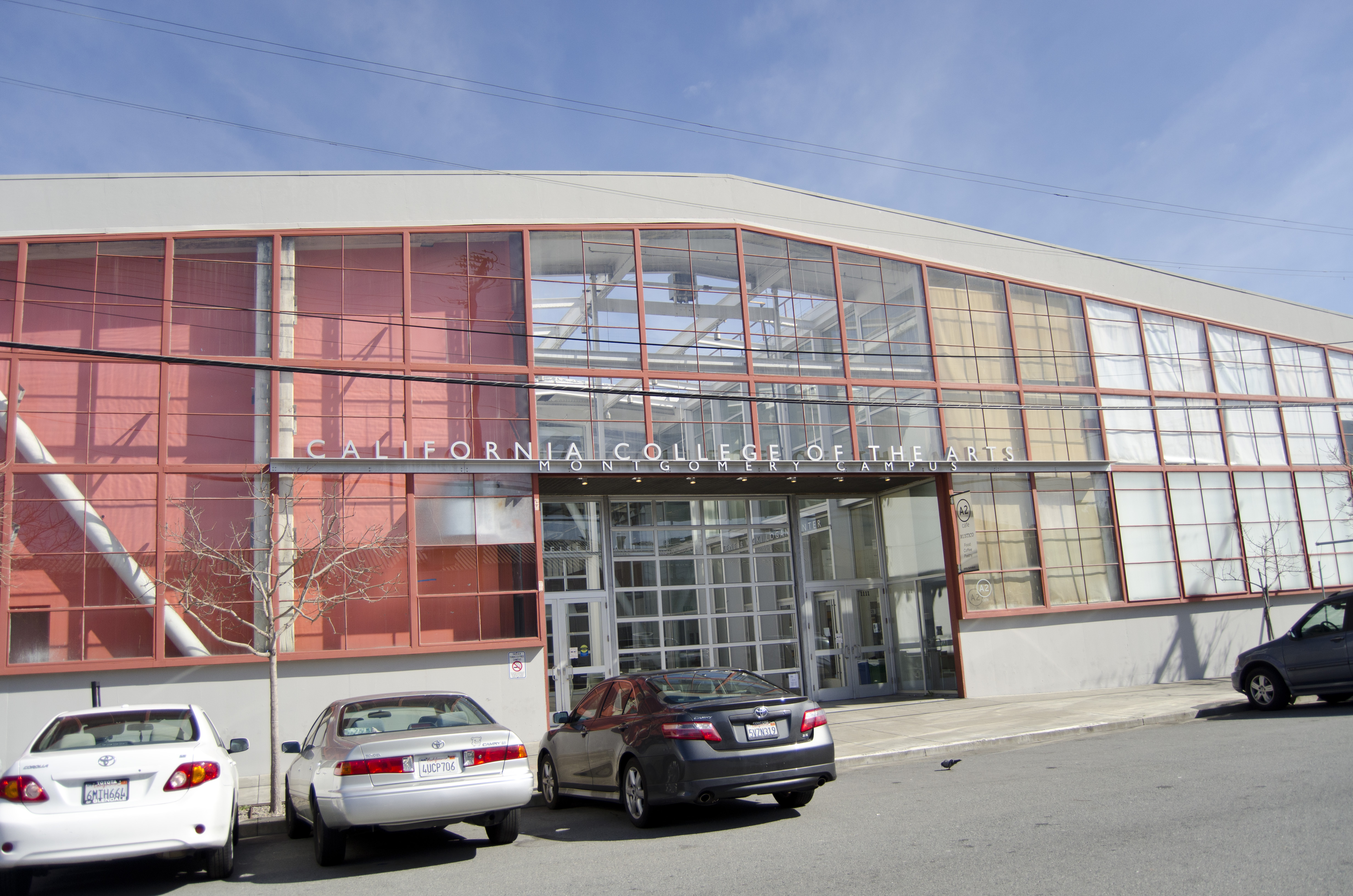
Edificio Montgomery, campus de San Francisco

CCA ofrece 22 carreras de pregrado y 13 de posgrado. En 2021, CCA presentó un BFA en Comics. CCA otorga la licenciatura en bellas artes (BFA) , licenciatura en artes (BA), licenciatura en arquitectura (B.Arch), maestría en bellas artes (MFA), maestría en artes (MA), maestría en arquitectura (M.Arch), maestría en diseño arquitectónico avanzado (MAAD), maestría en diseño (M.Des) y maestría en administración de empresas (MBA).
El Instituto de Arte Contemporáneo CCA Wattis, ubicado cerca del campus de San Francisco en una nueva instalación en Kansas St., es un foro para la cultura contemporánea. En 2013, el Instituto Wattis reclutó a un nuevo director, Anthony Huberman, anteriormente de Artist's Space en Nueva York.
CCA ocupa el puesto número 10 en el país en programas de posgrado en bellas artes, el número 4 en diseño gráfico y el número 6 en cerámica según US News & World Report. PayScale enumera a CCA como la escuela de arte número 1 en los Estados Unidos por retorno de la inversión y la número 4 en salario promedio de exalumnos (licenciatura).

## Exalumnos
Los exalumnos Robert Arneson y Peter Voulkos y la miembro de la facultad Viola Frey ayudaron a establecer el medio de la cerámica como un arte fino y estuvieron estrechamente vinculados al surgimiento del movimiento cerámico de la década de 1960. El movimiento fotorrealista de la década de 1970 está representado por el actual miembro de la facultad Jack Mendenhall y los exalumnos Robert Bechtle y Richard McLean. Los alumnos Nathan Oliveira y Manuel Neri fueron líderes en el Movimiento Figurativo del Área de la Bahía. Marvin Lipofsky fundó el Programa Glass de CCA en 1967 y fue importante en el movimiento Studio Glass.

## Acreditación
CCA está acreditada por la Asociación Occidental de Escuelas y Universidades (WASC), la Asociación Nacional de Escuelas de Arte y Diseño (NASAD) y la Junta Nacional de Acreditación de Arquitectura (NAAB).